# Galgagnano
Galgagnano (Galgagnàn en dialecte lodi) est une commune italienne de moins de 1 000 habitants, située dans la province de Lodi, en Lombardie, dans le nord de l'Italie.

## Géographie
Le village de Galgagnano se situe à douze kilomètres au nord de Lodi, sur la route qui mène à Paullo et à Zelo Buon Persico.
Il est aussi proche de Milan, se trouvant à 30 kilomètres au sud de la métropole.

## Histoire
Propriété de l'évêque de Lodi jusqu'en 1142, Galgagnano fut cédée à Uberto dei Casetti.
Jusqu'en 1440, son église était le centre de conscription de la plèbe.

## Économie
Galgagnano possède un territoire agricole réputé, réparti entre une dizaine de sociétés agricoles, dont une partie appartient à l'hôpital de Lodi, qui les loue à des fermiers locaux.
Des industries de taille moyenne, comme les Officine Curioni, la Flexotecnica et la Sycla sont installées dans la commune.
Il y a aussi un petit centre hippique, installé à la Cascina Bellaria.

## Culture
L'unique monument du village est l'église, dédiée à saint Sisinnio, construite en 1540.

## Administration
| Période                                  | Période | Identité | Étiquette | Qualité |
| ---------------------------------------- | ------- | -------- | --------- | ------- |
|                                          |         |          |           |         |
| Les données manquantes sont à compléter. |         |          |           |         |

### Communes limitrophes
Zelo Buon Persico, Mulazzano, Cervignano d'Adda, Boffalora d'Adda, Montanaso Lombardo